# Rolf Hausberg

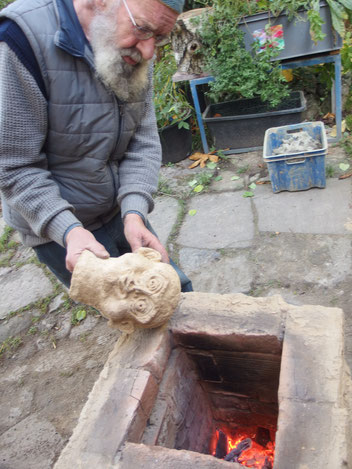
Rolf Hausberg (2022)

Rolf Hausberg (* 16. Juni 1949 in Hausach) ist ein deutscher bildender Künstler. Er beschäftigt sich mit Aquarellen, Radierungen, Holzschnitten, Grafiken und Tonwerken.

## Werdegang
Rolf Hausberg wurde 1949 im Ortenaukreis geboren. Nach dem Abschluss der Realschule begann er 1967 eine Ausbildung zum Grafischen Zeichner, brach diese aber 1969 ab. Von 1970 bis 1975 studierte er an der Kunstakademie Stuttgart bei Gunter Böhmer Freie Grafik. Im Jahr 1974 wurde er Künstlermitglied im Württembergischen Kunstverein. 1977 begann er die Mitarbeit an der Kupferdruckwerkstatt von Volker Sammet und erwarb eine erste eigene Radierpresse. 1981 war er Mitbegründer des ehemaligen Leonberger Kunstvereins „Glaskasten“, dem er bis 1985 angehörte. Im Jahr 1984 zog er nach Vaihingen-Roßwag; sein erstes Kind wurde geboren und er bekam eine Festanstellung bei der Deutschen Bundespost. Daneben gab er von 1986 bis 2005 Kurse in Weil der Stadt und dann in Malmsheim.
2008 schied er aus gesundheitlichen Gründen bei der Post aus. Im selben Jahr wurde sein Werk „die Rolle“ (205 Zeichnungen und Text, Tinte auf Papier, 32,5 m lang, 27,5 cm breit) in der Gruppenausstellung Zwischenstand gezeigt, das im Jahr 2022 in die Sammlung Prinzhorn aufgenommen wurde. Seit 2021 beschäftigt er sich mit Aufbaukeramiken mit gesammelten Lehm, die er in einem selbstgebauten Brennofen erstellt.

## Ausstellungen

Rolf Hausberg und die Rolle 2024

- seit 1986 Ausstellungen und Rauminstallationen mit der Gruppe „Gaisgasse“ in Malmsheim[4]
- 1977: bei den „May Days“ in Roermond (NL)[4]
- 2001: Ausstellung in der Rommelmühle in Bietigheim-Bissingen[4]
- 2003: Einzelausstellung im Pulverturm in Vaihingen/Enz[4]
- 2005: Ausstellung bei Johannes Karez im Bildhaueratelier in Tübingen[4]
- 2008: Zwischenstand, Württembergischer Kunstverein Stuttgart[5]
- 2009: Teilnahme an der Ausstellung zum Landespsychiatrietag in Stuttgart[6]
- 2010–2016: Beteiligung an Kunstmärkten, davon einmal „Bester Stand“ bei der Merrenberger Straßengalerie
- 2015: 1. Platz beim Kunstpreis „so gesehen“[7]
- 2016 + 2019: Bietigheim, "Linolschnitt heute" beide Blätter von der Galerie gekauft, Städtische Galerie Bietigheim-Bissingen[8]
- 2018: Finalist beim Kunstpreis „so gesehen“[9]
- 2019: Teilnahme am 1. Outsider Art Flohmarkt in Lahr[10]
- 2019: Teilnahme am Grafikpreis „Linolschnitt heute“ in Bietigheim
- 2019: Teilnahme Mitgliederausstellung 2019 Württembergischer Kunstverein „Könnte aber doch“[11]
- 2021: Prognose/Forecast, Württembergischer Kunstverein, Stuttgart[11]
- 2024: so gesehen, Museum Sammlung Prinzhorn
- 2024: Neues aus der Sammlung Prinzhorn (1835–2024), Museum Sammlung Prinzhorn[12]
- 2024: Anima-L – Tierdarstellungen in der Sammlung Prinzhorn, Museum Sammlung Prinzhorn